# Bo Diddley
Bo Diddley, geboren als Otha Ellas Bates, later veranderd in Ellas McDaniel (McComb, 30 december 1928 – Archer, 2 juni 2008), was een invloedrijke Amerikaanse rock-'n-roll- zanger en - gitarist. Zijn stijl, kenmerkend door de metaalachtige gitaarriffs en de voortstuwende ritmes, is van invloed geweest op talloze muzikanten, hoewel zijn werk zelden de hitlijsten heeft weten te bereiken.

## Levensloop
In zijn jeugd kreeg hij vioolles. Na het horen van John Lee Hooker besloot hij bluesgitarist te worden. In de jaren vijftig begon hij te spelen met zijn vaste partner, de maracaspeler Jerome Green. In het midden van de jaren vijftig kreeg hij een contract bij de in Chicago gevestigde platenmaatschappij Chess Records. Diddley bespeelde oorspronkelijk een zelfgebouwde, vierkante gitaar - op zijn platenhoezen altijd keurig gekleed met vlinderstrik en Schotse geruite jasjes. Zijn handelsmerk tijdens echte optredens werden een zonnebril en de even onafscheidelijke (bol)hoed.
Zijn eerste single, het op een slaapliedje gebaseerde "Bo Diddley", introduceerde de voor hem kenmerkende beat, die later vele malen zou worden gekopieerd. Invloedrijk is ook de nadruk op het door de gitaar gestuurde ritme in het nummer.
Later werden nog meer singles uitgebracht, waaronder "I'm a Man", "Who Do You Love?", "Mona (I need you baby)" en "Road Runner". Alhoewel het destijds geen grote successen waren, zeker niet in vergelijking met de hits van zijn Chess-collega Chuck Berry, zijn deze en andere nummers regelmatig gecoverd en zijn ze van grote invloed gebleken op andere belangrijke muzikanten. Onder anderen The Rolling Stones, The Doors, Buddy Holly, Muddy Waters, The Animals, Quicksilver Messenger Service, The Pretty Things en The Yardbirds hebben covers en bewerkingen van nummers van Bo Diddley alias E. McDaniel gespeeld.
In de jaren zestig stopte Bo Diddley met het opnemen van platen. Hij zou nog wel af en toe optreden, waaronder in het voorprogramma van The Clash, eind jaren zeventig. In 1987 werd Bo Diddley opgenomen in de Rock and Roll Hall of Fame. In datzelfde jaar was hij ook te zien in de film Hail, Hail Rock and Roll van Taylor Hackford, een documentaire rond Chuck Berry waarin hij samen met Little Richard herinneringen ophaalt aan hun gloriejaren. Verder werd hij nog opgenomen in de Mississippi Musicians Hall of Fame.
Op 16 mei 2007 werd Bo Diddley na een optreden getroffen door een beroerte en opgenomen op de IC van een ziekenhuis in Omaha (Nebraska). Een jaar later, tijdens zijn revalidatie, overleed hij na een hartaanval in Florida, op 79-jarige leeftijd.

## Bo Diddley-ritme
Bo Diddley heeft zijn eigen ritme ontwikkeld, het wordt dan ook het "Bo Diddley-ritme" genoemd (vaak wordt de Engelse benaming, de "Bo Diddley beat", gebruikt). Een andere benaming is het "jungle ritme". Het ritme is in diverse nummers gebruikt, enkele daarvan zijn:
- U2 - Desire
- The Who - Magic Bus
- The Bangles - Walk Like An Egyptian
- George Michael - Faith
- Buddy Holly - Not Fade Away (later gecoverd door de Rolling Stones)
- The Strangeloves - I want candy
- Johnny Otis Show - Willie and the Hand Jive

## Discografie
- Bo Diddley (1958)
- Go Bo Diddley (1959)
- Have Guitar Will Travel (1960)
- Bo Diddley in the Spotlight (1960)
- Bo Diddley Is a Gunslinger (1960)
- Bo Diddley Is a Lover (1961)
- Bo Diddley's a Twister (1962)
- Bo Diddley (1962)
- Bo Diddley & Company (1962)
- Surfin' with Bo Diddley (1963)
- Bo Diddley's Beach Party (1963)
- Bo Diddley's 16 All-Time Greatest Hits (1964)
- Two Great Guitars (+ Chuck Berry) (1964)
- Hey Good Lookin' (1965)
- 500% More Man (1965)
- The Originator (1966)
- Super Blues (+ Muddy Waters & Little Walter) (1967)
- Super Super Blues Band (+ Muddy Waters & Howlin' Wolf) (1967)
- The Black Gladiator (1970)
- Another Dimension (1971)
- Where It All Began (1972)
- Got My Own Bag of Tricks (1972)
- The London Bo Diddley Sessions (1973)
- Big Bad Bo (1974)
- 20th Anniversary of Rock & Roll (1976)
- I'm a Man (1977)
- Ain't It Good To Be Free (1983)
- Bo Diddley & Co - Live (1985)
- Hey...Bo Diddley in Concert (1986)
- Breakin' Through the BS (1989)
- Living Legend (1989)
- Rare & Well Done (1991)
- Live at the Ritz (+ Ronnie Wood) (1992)
- This Should Not Be (1993)
- Promises (1994)
- A Man Amongst Men (1996)
- Moochas Gracias (+ Anna Moo) (2002)

- Bibsys: 1009905
- Biblioteca Nacional de España: XX1031518
- Bibliothèque nationale de France: cb138932708 (data)
- Gemeinsame Normdatei: 119164752
- International Standard Name Identifier: 0000 0001 0814 6598
- Library of Congress Control Number: no91015859
- Nationale Bibliotheek van Letland: 000079296
- MusicBrainz: bf659d74-0b61-488c-8a7d-594f43bed9e0
- Nationale Bibliotheek van Tsjechië: js20050425002
- Nationale bibliotheek van Australië: 52525175
- Nationale Bibliotheek van Israël: 987007320261405171
- Nationale en Universitaire bibliotheek Zagreb: 000067060
- Nederlandse Thesaurus van Auteursnamen: 074959409
- Réseau des bibliothèques de Suisse occidentale: 02-A014073694
- Istituto Centrale per il Catalogo Unico: UBOV515153
- SNAC: w6m14vmp
- Système universitaire de documentation: 114617252
- Trove: 1186317
- Virtual International Authority File: 60145970004732250468
- WorldCat: E39PCjtJBkGxyWVgHGhQ7P6qHy